# Dubrowka (Pieriewołoczskoje)
Dubrowka (ros. Дубровка) – wieś (ros. деревня, trb. dieriewnia) w zachodniej Rosji, w osiedlu wiejskim Pieriewołoczskoje rejonu rudniańskiego w obwodzie smoleńskim.

## Geografia
Miejscowość położona jest nad rzeką Czernica, 6,5 km od drogi regionalnej 66K-28 (Diemidow – Zaozierje), 12 km od drogi federalnej R120 (Orzeł – Briańsk – Smoleńsk – Witebsk), 12 km od centrum administracyjnego osiedla wiejskiego (Pieriewołoczje), 16 km od centrum administracyjnego rejonu (Rudnia), 24,5 km od Smoleńska.
W granicach miejscowości znajduje się ulica Centralnaja.

## Demografia
W 2010 r. miejscowość zamieszkiwało 59 osób.

## Osobliwości dieriewni
- Zbiorowa mogiła żołnierzy radzieckich poległych w walkach z nazistami podczas II wojny światowej otoczona płotem z metalowego łańcucha na słupkach (cmentarz cywilny, pow. 8 m²)[5]